# Hoffmannseggia glauca
Hoffmannseggia glauca es una especie de planta floral del género Hoffmannseggia, tribu Caesalpinieae. Fue descrita por (Ortega) Eifert y publicada por primera vez en Sida 5: 43 (1972).
Es una planta perenne que crece en zonas templadas.

## Distribución
Se distribuye por Argentina, Bolivia, Chile, México, Perú y Estados Unidos (Colorado, Kansas, California, Texas).